# Luis Sandoval
Luis Sandoval (15 de julio de 1962) es un luchador panameño. Compitió en los 100 kg grecorromanos masculinos en los Juegos Olímpicos de 1992.

## Biografía
Sandoval compitió en los Juegos Olímpicos de Barcelona 1992, donde consiguió el undécimo puesto en la categoría de 100 kg. Cuarto en los Juegos Panamericanos de 1991 y en los Campeonato Panamericano de Lucha de 1991 y 1992. Medallista de bronce en los XVI Juegos Centroamericanos y del Caribe. Ganó la medalla de oro de los Juegos Centroamericanos de 1994. Segundo en ambos estilos en los Campeonato Centroamericano de 1984.